# Phycitimorpha congruata
Phycitimorpha congruata är en fjärilsart som beskrevs av Antonius Johannes Theodorus Janse 1920. Phycitimorpha congruata ingår i släktet Phycitimorpha och familjen tandspinnare. Inga underarter finns listade i Catalogue of Life.